# D’horn
D’horn is een plaats in de Duitse gemeente Langerwehe, deelstaat Noordrijn-Westfalen, en telt 414 inwoners (2007).